# Gebhard IV de Gosham
Gebhard IV von Gosham (mort le 14 juillet 1105) est le dix-huitième évêque de Ratisbonne de 1089 à sa mort.

## Biographie
Gebhard IV apparaît dans la documentation avec comme nom von Gosham, von Gotzenheim (en tant que fils de Gottfried Ier von Raabs (de), seigneur de Gosham) et von Hohenlohe-Gotzesheim.
Selon l'historien Josef Staber (de), il est nommé évêque par l'empereur lors de la querelle des investitures en tant que fils d'un des conseillers excommuniés d'Henri IV. Malgré son long épiscopat, il n'a jamais reçu la consécration épiscopale, ni été confirmé par un archevêque ou un pape.